# Norbulingka
El Palacio Norbulingka, literalmente "La joya del parque", es un palacio y su parque que lo rodea en Lhasa, en el Tíbet. El palacio se utilizó como tradicional residencia estival de los sucesivos Dalái Lamas desde el año 1780 hasta la ocupación del país por la República Popular de China. 

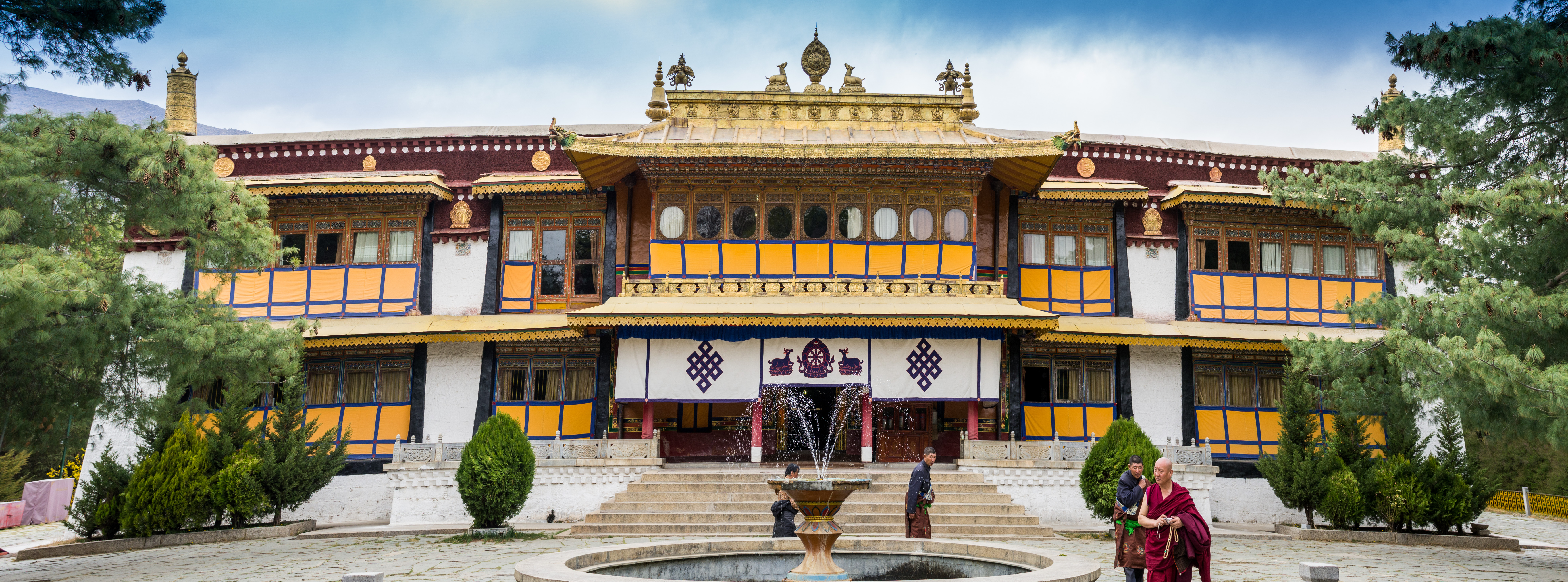

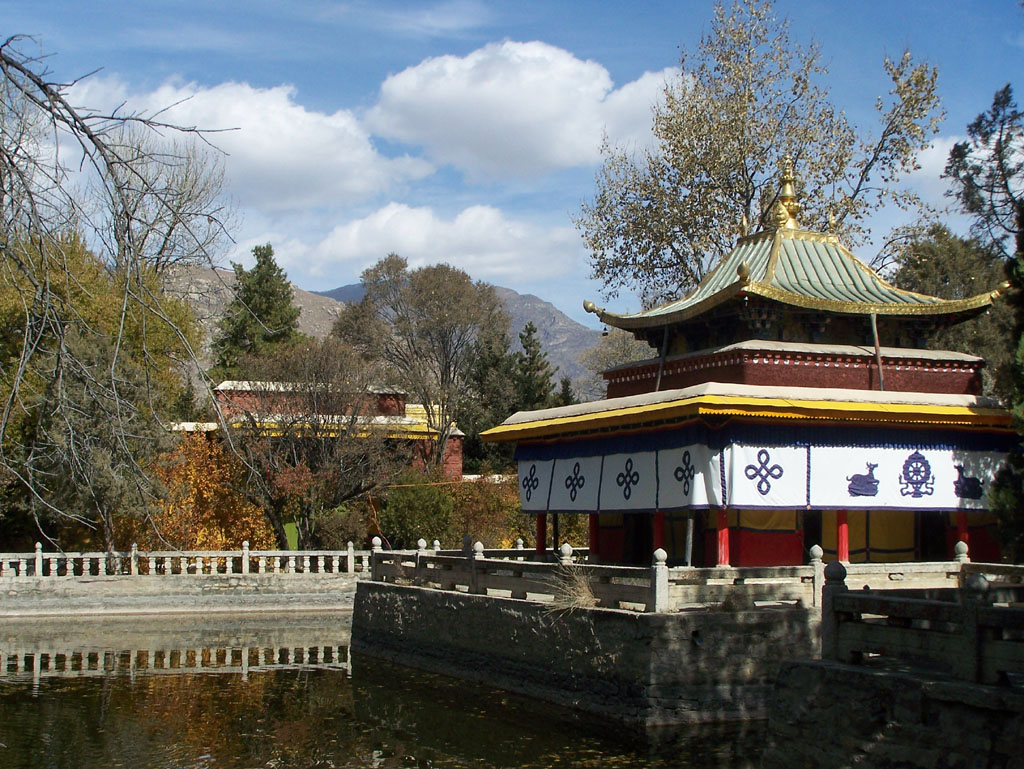
Pabellón en el parque de Norbulingka.

## Historia
El parque fue construido por Kelsang Gyatso, el 7º dalái lama, en 1755, y se convirtió en residencia de verano durante el reinado de Jamphel Gyatso, el 8º dalái lama. 
El primer edificio en construirse fue el Palacio Gesang Pozhang, edificado por Kelsang Gyatso. El Palacio Nuevo fue empezado en 1954 por orden del actual dalái lama Tenzin Gyatso, concluyéndose en 1956. El conjunto está formado por capillas, jardines, fuentes y estanques. Hacia el oeste, el Kalsang Potang construido por Kelsang Gyatso es "un bello ejemplo de la arquitectura de la tradición gelugpa (bonetes amarillos). Su sala del trono totalmente restaurada es muy interesante".
Los jardines son populares lugares de merienda y proporcionan un hermoso escenario para espectáculos teatrales, danza y festivales, particularmente el Sho Dun, o Festival del Yogurt, que se realiza a comienzos de agosto, con familias que acampan en los terrenos durante varios días, rodeadas por coloridos tenderetes provisionales hechos con tapices y lienzos para disfrutar del calor del verano.
El palacio está localizado a tres kilómetros al oeste del Palacio de Potala, que era el palacio de invierno. Edificios complementarios fueron creciendo en el parque durante la primera mitad del siglo XX. En el año 2001, la Unesco inscribió el Norbulingka en la lista del Patrimonio de la Humanidad como parte del Conjunto histórico del palacio de Potala.
También existe un zoo en Norbulingka, creado originalmente para guardar los animales que recibía el dalái lama. Heinrich Harrer ayudó al XIV dalái lama a construir allí una pequeña sala de cine en la década de 1950.